# Alosa chrysochloris
Az Alosa chrysochloris a sugarasúszójú halak (Actinopterygii) osztályának heringalakúak (Clupeiformes) rendjébe, ezen belül a heringfélék (Clupeidae) családjába tartozó faj.

## Előfordulása
Az Alosa chrysochloris elterjedési területe az Atlanti-óceán közép-nyugati része. A Mexikói-öböltől és a texasi Corpus Christitől a floridai Pensacoláig fordul elő. A Mississippi és Ohio folyók segítségével, a hal megtalálható Minnesota, Wisconsin és Pennsylvania államokban is.

## Megjelenése
Ez a halfaj általában 37,5 centiméter hosszú, de akár 50 centiméteresre is megnőhet. Testtömege legfeljebb 1700 gramm. Háta kékeszöld, oldala ezüstös, nincs sötét folt a vállán. Nagyon hasonlít az Alosa mediocrisra.

## Életmódja
Az Alosa chrysochloris egyaránt megél a sós-, édes- és brakkvízben is. Kedveli a vándor életmódot. A sebesebb folyókban, ki-kiugrik a vízből. A felnőtt kisebb halakkal, az ivadék rovarokkal táplálkozik. A Mississippi-medencében, a felnőtt Alosa chrysochlorisok gazdaállatai, a Fusconaia ebena nevű kagyló lárváinak. Ennek a kagylónak gazdasági értéke van.
Legfeljebb 4 évig él.

## Szaporodása
Ez az alózafaj csak részben anadrom vándorhal (a tengerből az édesvízbe vonul ívni); mivel sok állománya csakis az édesvízben él. Az ívási időszakát és helyét, még nem tanulmányozták eléggé.

## Felhasználása
Ezt a halfajt csak kismértékben fogják ki. A sporthorgászok azonban szívesen halásszák.